# Mirosternus marginatus
Mirosternus marginatus är en skalbaggsart som beskrevs av Perkins 1910. Mirosternus marginatus ingår i släktet Mirosternus och familjen trägnagare. Inga underarter finns listade i Catalogue of Life.